# ماونت بليزانت (ميشيغان)
ماونت بليزانت (بالإنجليزية: Mount Pleasant, Michigan)‏ هي مدينة تقع في مقاطعة إيزابيلا (ميشيغان) بولاية ميشيغان في شمال شرق الولايات المتحدة. تبلغ مساحة هذه المدينة 20.28 (كم²)، وترتفع عن سطح البحر 235 م، بلغ عدد سكانها 26016 نسمة في عام 2010 حسب إحصاء مكتب تعداد الولايات المتحدة وتصل الكثافة السكانية فيها 1297.8 نسمة/كم2.

## التركيبة السكانية
قام مكتب تعداد الولايات المتحدة بتحديد بيانات التركيبة السكانية لماونت بليزانت في تعداد الولايات المتحدة. في ما يلي، التركيبة السكانية حسب تعدادي 2000 و2010.

### تعداد عام 2000
بلغ عدد سكان ماونت بليزانت 25,946 نسمة بحسب تعداد عام 2000، وبلغ عدد الأسر 8,449 أسرة وعدد العائلات 3,126 عائلة مقيمة في المدينة.
وتوزع التركيب العرقي للمدينة بنسبة 89.12% من البيض و 1.54% من الأمريكيين الأصليين و 2.85% من الأمريكيين ذوي الأصول الآسيوية و 0.07% من سكان جزر المحيط الهادئ و 3.67% من الأمريكيين الأفارقة و 1.83% من عرقين مختلطين أو أكثر.
بلغ عدد الأسر 8,449 أسرة كانت نسبة 18.8% منها لديها أطفال تحت سن الثامنة عشر تعيش معهم، وبلغت نسبة الأزواج القاطنين مع بعضهم البعض 25.9% من أصل المجموع الكلي للأسر، ونسبة 8.5% من الأسر كان لديها معيلات من الإناث دون وجود شريك، وكانت نسبة 63.0% من غير العائلات. تألفت نسبة 29.6% من أصل جميع الأسر من أفراد ونسبة 8.8% كانوا يعيش معهم شخص وحيد يبلغ من العمر 65 عاماً فما فوق. وبلغ متوسط حجم الأسرة المعيشية 2.88، أما متوسط حجم العائلات فبلغ 2.38.
بلغ العمر الوسطي للسكان 22 عاماً. وكانت نسبة 11.5% من القاطنين تحت سن الثامنة عشر، وكانت نسبة 54.1% بين الثامنة عشر والأربعة وعشرون عاماً، ونسبة 16.9% كانت واقعةً في الفئة العمرية ما بين الخامسة والعشرون حتى والأربعة وأربعون عاماً، ونسبة 10.2% كانت ما بين الخامسة والأربعون حتى الرابعة والستون، ونسبة 7.3% كانت ضمن فئة الخامسة والستون عاماً فما فوق. يوجد لكل 100 أنثى 82.4 ذكر، ويوجد لكل 100 أنثى في الثامنة عشر من عمرها فما فوق 80.2 ذكر.
بلغ متوسط دخل الأسرة في المدينة 24,572 دولار، أما متوسط دخل العائلة فبلغ 43,927 دولار. وكان متوسط دخل الذكور 32,004 دولار مقابل 23,869 دولار للإناث. وسجل دخل الفرد الخاص بالمدينة 13,177 دولار. وكان من هؤلاء نسبة 14.8% تحت سن الثامنة عشر ونسبة 7.6% في الخامسة والستين من العمر وما فوق.

### تعداد عام 2010
بلغ عدد سكان ماونت بليزانت 26,016 نسمة بحسب تعداد عام 2010، وبلغ عدد الأسر 8,376 أسرة وعدد العائلات 3,100 عائلة مقيمة في المدينة. في حين سجلت الكثافة السكانية 3,361.2 نسمة لكل ميل مربع (1,297.8/كم2). وبلغ عدد الوحدات السكنية 8,981 وحدة بمتوسط كثافة قدره 1,160.3 لكل ميل مربع (448.0/كم2).
وتوزع التركيب العرقي للمدينة بنسبة 87.6% من البيض و 2.0% من الأمريكيين الأصليين و 3.0% من الأمريكيين ذوي الأصول الآسيوية و 3.9% من الأمريكيين الأفارقة و 2.8% من عرقين مختلطين أو أكثر.
بلغ عدد الأسر 8,376 أسرة كانت نسبة 18.7% منها لديها أطفال تحت سن الثامنة عشر تعيش معهم، وبلغت نسبة الأزواج القاطنين مع بعضهم البعض 24.3% من أصل المجموع الكلي للأسر، ونسبة 9.3% من الأسر كان لديها معيلات من الإناث دون وجود شريك، بينما كانت نسبة 3.4% من الأسر لديها معيلون من الذكور دون وجود شريكة وكانت نسبة 63.0% من غير العائلات. تألفت نسبة 31.6% من أصل جميع الأسر من أفراد ونسبة 8.6% كانوا يعيش معهم شخص وحيد يبلغ من العمر 65 عاماً فما فوق. وبلغ متوسط حجم الأسرة المعيشية 2.86، أما متوسط حجم العائلات فبلغ 2.35.
بلغ العمر الوسطي للسكان 22 عاماً. وكانت نسبة 11% من القاطنين تحت سن الثامنة عشر، وكانت نسبة 53.1% بين الثامنة عشر والأربعة وعشرون عاماً، ونسبة 16.8% كانت واقعةً في الفئة العمرية ما بين الخامسة والعشرون حتى والأربعة وأربعون عاماً، ونسبة 11.9% كانت ما بين الخامسة والأربعون حتى الرابعة والستون، ونسبة 7.2% كانت ضمن فئة الخامسة والستون عاماً فما فوق. وتوزع التركيب الجنسي للسكان بنسبة 47.4% ذكور و52.6% إناث.

## وصلات خارجية
- The US50 - Cities and Towns in Michigan State